# Fausta Cornèlia
Fausta Cornèlia (88 aC? – 30 aC?) va ser la filla que el dictador Luci Corneli Sul·la, va tenir amb la seva quarta dona Cecília Metel·la. Era germana bessona de Faust Corneli Sul·la. És coneguda sovint només com a Fausta sense l'afegit familiar Cornèlia.
Va néixer quan Sul·la va exercir el seu primer consolat i va rebre el nom de Fausta per la bona fortuna del pare, igual que el germà bessó es va dir Faust o en llatí Faustus, que significa 'afortunat'. Es va casar amb Gai Memmi Gemel quan era força jove (uns 15 anys), ja que l'any 54 aC el fill del matrimoni ja tenia més de 18 anys. Divorciada del primer marit es va casar cap a l'any 55 aC amb Tit Anni Miló i l'acompanyava el dia que Miló es va trobar amb Publi Clodi i aquest va acabar mort l'any 52 aC a la vora de Bovillae. Fausta era coneguda pels seus adulteris, i va tenir diversos amants, entre els quals es pensa que hi havia l'historiador Sal·lusti. Un altre va ser Sextus Villius amic de Miló, i un parell d'amics del seu germà bessó Faust. Miló es va assabentar de les aventures de la seva dona i una vegada la va sorprendre a casa d'un altre home vestida d'esclava, però mai va prendre cap mesura. No es coneixen detalls ni data de la seva mort.